# O Filho do Sheik
The Son of the Sheik (pt/br: O Filho do Sheik) é um filme mudo estadunidense de 1926, produzido pela United Artists, dirigido por George Fitzmaurice e estrelado por Rodolfo Valentino e Vilma Bánky.
Baseado no romance de Edith Maude Hull The Sons of the Sheik, é uma sequência de The Sheik. Foi o último filme de Valentino, que morreria naquele mesmo ano.
Em 2003 o filme foi selecionado para preservação memoria pelo National Film Registry dos Estados Unidos da América, por sua importância cultural, histórica e estética.